# マルティン・フェルカーク
マルティン・ヴィレム・フェルカーク（Martin Willem Verkerk, 1978年10月31日 - ）は、オランダ・南ホラント州ライデルドルプ出身の男子プロテニス選手。身長195cm、体重89kg の長身を誇り、強力な弾丸サーブを武器にする“ビッグ・サーバー”タイプの選手である。シングルス自己最高ランキングは14位。
2003年全仏オープン男子シングルスにおいて世界ランキング74位ノーシードでありながら準優勝を果たす。2003年BNLイタリア国際ベスト8。

## 来歴
7歳からテニスを始め、1995年にオランダのジュニア大会の18歳以下の部で優勝。1996年にプロ入り。しかし、2003年までフェルカークは世界的には無名の選手だった。年頭の全豪オープンで1回戦敗退に終わった後、ミラノ・インドアでツアー初優勝を飾る。そして6月の全仏オープンでは、わずか3度目の4大大会出場であったが、世界ランキング74位のノーシード選手として勝ち進んだ。4回戦で当年度の全豪オープン準優勝者ライナー・シュットラーを破ると、準々決勝では1998年の優勝者カルロス・モヤ、準決勝ではギリェルモ・コリアに勝ち、初めての決勝戦に進出する。そこで、2年連続の決勝進出となった第3シードのフアン・カルロス・フェレーロがフェルカークを待ち構えた。フェルカークはフェレーロに1-6, 3-6, 2-6のストレートで敗れ、1996年ウィンブルドン選手権を制覇したリカルト・クライチェク以来となる、オランダ人テニス選手としての4大大会優勝を逃した。しかし全仏オープンの大会期間中に「124本」のサービス・エースを放った。
フェルカークは2004年7月にオランダ・オープンでツアー2勝目を挙げたが、その後故障に悩んで試合から遠ざかり、オランダ代表として出場資格のあったアテネ五輪も断念した。その後、トーナメントに全く出場できないブランクが長期間続き、2007年から本格復帰を果たしたものの、2008年に現役を引退した。
オランダのプロテニス選手は“ビッグ・サーバー”タイプが多い。当地で最初の4大大会優勝者となったリカルト・クライチェクもビッグ・サーバーとして有名だった。赤土の全仏オープンではベースラインでのラリー勝負で忍耐力が要求される場面が多く、一発必中型のビッグ・サーバーの選手が活躍することは比較的少ない。それだけに、ビッグ・サーバーのフェルカークが全仏オープンで準優勝したことは鮮烈な印象を残した。

## ATPツアー決勝進出結果

### シングルス: 4回 (2勝2敗)
| 大会グレード                                  |
| グランドスラム (0-1)                          |
| テニス・マスターズ・カップ (0-0)              |
| ATPマスターズシリーズ (0-0)                   |
| ATPインターナショナルシリーズ・ゴールド (0-0) |
| ATPインターナショナルシリーズ (2–1)           |

| サーフェス別タイトル |
| ハード (0–0)         |
| クレー (1-2)         |
| 芝 (0-0)             |
| カーペット (1-0)     |

| 結果   | No. | 決勝日        | 大会               | サーフェス        | 対戦相手                     | スコア           |
| ------ | --- | ------------- | ------------------ | ----------------- | ---------------------------- | ---------------- |
| 優勝   | 1.  | 2003年1月17日 | ミラノ             | カーペット (室内) | エフゲニー・カフェルニコフ   | 6–4, 5–7, 7–5    |
| 準優勝 | 1.  | 2003年6月8日  | 全仏オープン       | クレー            | フアン・カルロス・フェレーロ | 1–6, 3–6, 2–6    |
| 準優勝 | 2.  | 2004年5月2日  | ミュンヘン         | クレー            | ニコライ・ダビデンコ         | 4–6, 5–7         |
| 優勝   | 2.  | 2004年7月12日 | アメルスフォールト | クレー            | フェルナンド・ゴンサレス     | 7–6(5), 4–6, 6–4 |

### ダブルス: 2回 (0勝2敗)
| 結果   | No. | 決勝日        | 大会           | サーフェス | パートナー           | 対戦相手                              | スコア        |
| ------ | --- | ------------- | -------------- | ---------- | -------------------- | ------------------------------------- | ------------- |
| 準優勝 | 1.  | 2002年9月15日 | タシュケント   | ハード     | レーモン・スロイター | デビッド・アダムズ ロビー・コーニング | 2–6, 5–7      |
| 準優勝 | 2.  | 2003年3月9日  | デルレイビーチ | ハード     | レーモン・スロイター | リーンダー・パエス ネナド・ジモニッチ | 5–7, 6–3, 5–7 |

## 4大大会シングルス成績
略語の説明
| W | F | SF | QF | #R | RR | Q# | LQ | A | Z# | PO | G | S | B | NMS | P | NH |

W=優勝, F=準優勝, SF=ベスト4, QF=ベスト8, #R=#回戦敗退, RR=ラウンドロビン敗退, Q#=予選#回戦敗退, LQ=予選敗退, A=大会不参加, Z#=デビスカップ/BJKカップ地域ゾーン, PO=デビスカップ/BJKカッププレーオフ, G=オリンピック金メダル, S=オリンピック銀メダル, B=オリンピック銅メダル, NMS=マスターズシリーズから降格, P=開催延期, NH=開催なし.
| 大会           | 2002 | 2003 | 2004 | 2005 | 2006 | 2007 | 通算成績 |
| -------------- | ---- | ---- | ---- | ---- | ---- | ---- | -------- |
| 全豪オープン   | LQ   | 1R   | 1R   | A    | A    | A    | 0–2      |
| 全仏オープン   | LQ   | F    | 3R   | A    | A    | 1R   | 8–3      |
| ウィンブルドン | A    | 1R   | 2R   | A    | A    | A    | 1–2      |
| 全米オープン   | 1R   | 2R   | A    | A    | A    | A    | 1–2      |